# Knooppunt Bois-d'Haine
De verkeerswisselaar van Bois-d'Haine is een knooppunt ten noorden van de stad La Louvière in de Belgische provincie Henegouwen. Het knooppunt ligt op de grens van La Louvière en Bois-d'Haine, deelgemeente van Manage. Het knooppunt is een klaverblad. De snelweg A15/E42 in oost-west-richting wordt er gekruist door de korte verbindingssnelweg A501. Deze A501 eindigt één kilometer ten zuiden van de verkeerswisselaar en gaat er over in een avenue die het stadscentrum binnen voert.

## Richtingen knooppunt
| Aansluitende wegen        | Aansluitende wegen        | Aansluitende wegen                       | Aansluitende wegen | Aansluitende wegen |
| ------------------------- | ------------------------- | ---------------------------------------- | ------------------ | ------------------ |
|                           |                           | richting Bois d'Haine / Nijvel / Brussel |                    |                    |
|                           |                           |                                          |                    |                    |
| richting Bergen / Doornik | richting Charleroi / Luik |                                          |                    |                    |
|                           |                           |                                          |                    |                    |
|                           |                           | richting La Louvière                     |                    |                    |

Aalbeke · Antwerpen-Centrum · Antwerpen-Haven · Antwerpen-Noord · Antwerpen-Oost · Antwerpen-West · Antwerpen-Zuid · Arquennes · Battice · Beaufays · Beveren · Bois-d'Haine · Brugge · Cerexhe · Charleroi-Nord · Charleroi-Sud · Cheratte · Daussoulx · Destelbergen · Doornik · Familleureux · Fexhe-Slins · Gent-Centrum · Gouy · Grâce-Hollogne · Groot-Bijgaarden · Hautrage · Hauts-Sarts · Heppignies · Heverlee · Hoog-Itter · Houdeng-Goegnies · Jabbeke · Jemappes · Kortrijk-West · Kortrijk-Zuid · Leonardkruispunt · Loncin · Lummen · Machelen · Marcinelle · Marquain · Merelbeke · Moorsele · Neufchâteau · Ranst · Sint-Stevens-Woluwe · Strombeek-Bever · Thiméon · Ville-sur-Haine · Vottem · Wilrijk-Valaar · Zaventem · Zwijnaarde